# 렌보역
렌보역(일본어: 連坊駅)은 일본 미야기현 센다이시 와카바야시구 렌보 2초메에 있는 센다이 시 지하철 도자이 선의 역이다. 역 번호는 T 09이다. 부역명은 "센다이 제일고 앞"이다.

## 역 구조
북동쪽의 히가시1 출입구는 주차장과 인접한다. 승강장은 지하 2층에 있다.

### 타는 곳
| 1 | ■ 도자이 선 |  | 아라이 방면                     |  |
| 2 | ■ 도자이 선 |  | 센다이・야기야마도부쓰코엔 방면 |  |

## 출구 안내
니시1, 히가시1의 총 2곳이다.

### 니시1 출입구
- 센다이 제일 고등학교
- 센다이 니하나 중・고등학교
- 렌보코지 초등학교
- 조카쿠지
- 다이신인

### 히가시1 출입구
- 미야기노하라 공원 종합운동장
  - Kobo파크 미야기
  - 센다이 시 육상 경기장
  - 현영 테니스 코트장

## 역 주변
도자이 선 공사와 병행하여 당역 부근의 도시 계획 도로와 기쓰네코지니지 선을 정비하였고, 도로는 도자이 선 개통 전날에 개통되어 도로 교통이 개선되었다.
- 미야기 현 센다이 제일 고등학교
- 센다이 니하나 중・고등학교
- 센다이 시립 렌보코지 초등학교
- 성 우르술라 가쿠엔 기노시타 캠퍼스
- 렌보 상점가
- 센다이 렌보 우체국
- 미야기노하라 공원 종합운동장 - Kobo파크 미야기 등

## 역사
- 2000년 10월: 역명(가칭) 공표.
- 2006년: 착공.
- 2013년 12월 24일: 역명 정식 발표.
- 2015년 12월 6일: 영업 개시.

## 인접역
| 센다이 시 지하철 ■ 도자이 선              | 센다이 시 지하철 ■ 도자이 선 | 센다이 시 지하철 ■ 도자이 선 |
| ----------------------------------------- | ---------------------------- | ---------------------------- |
| T 08 미야기노도리 야기야마도부쓰코엔 방면 |                              | 야쿠시도 T 10 아라이 방면    |